# Crescimento pedestal por aquecimento a laser
Crescimento pedestal por aquecimento a laser (LHPG, laser-heated pedestal growth) ou zona flutuante a laser (LFZ, laser floating zone) é uma técnica de crescimento de cristal. A técnica pode ser visualizada como uma zona de flutuação em miniatura, onde a fonte de calor é substituído por um potente laser CO2 ou YAG. Entre todas as técnicas modernas de crescimento de cristais da fusão (transição de fase líquido/sólido), tornou-se uma das mais poderosas para a pesquisa de materiais.